# Пушкин, Ефим Григорьевич
Ефи́м Григо́рьевич Пу́шкин (фамилия при рождении Чу́шкин; 28 января 1899 года — 11 марта 1944 года) — советский военачальник, Герой Советского Союза (9.11.1941). Генерал-лейтенант танковых войск (18.01.1943).

## Биография

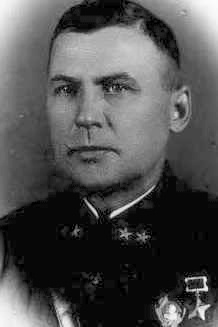
Пушкин в 1943 году.

Родился в семье крестьянина в селе Крутец Малиновской волости Сердобского уезда (ныне Ртищевский район Саратовской области). Русский. В 1914—1918 годах работал в Астрахани на рыбных промыслах. 
В Красной Армии с марта 1918 года. Воевал на фронтах гражданской войны. Зачислен писарем в штаб армии, с апреля 1918 года — писарь, с мая — квартирмейстер взвода Северо-Кавказского стрелкового полка 3-й Кубанской кавалерийской бригады 3-й стрелковой дивизии. Участвовал в боях на Южном фронте и в подавлении антисоветского восстания в Астрахани.
В мае — октябре 1919 года — курсант Орловских кавалерийских курсов. После их окончания с октября 1919 года воевал командиром взвода в партизанском отряде имени товарища Камо на Западном фронте. С декабря 1919 — командир взвода и сабельного эскадрона 2-го Таманского полка Таманской кавалерийской дивизии на Южном фронте. С мая 1920 — командир эскадрона в 17-м и 7-м кавалерийских полках 17-й стрелковой дивизии 16-й армии на Западном фронте. Участвовал в советско-польской войне в боях в районах Гомель, Минск, Барановичи, Орша. После окончания боевых действий с Польшей воевал против отрядов генерала С. Н. Булак-Балаховича в Белоруссии. В январе 1921 года направлен на учёбу.
В 1921 году окончил трёхмесячные повторные кавалерийские курсы при штабе 16-й армии (Могилёв). Затем вернулся в прежний полк, остававшийся в составе Западного фронта. В апреле 1922 года весь полк был переброшен на Туркестанский фронт, где воевал против басмачей в Туркестане помощником командира сабельного эскадрона. С марта 1923 — командир эскадрона 76-го кавалерийского полка 6-й Алтайской кавалерийской бригады Туркестанского фронта, с января по апрель 1925 года исполнял должность начальника полковой школы. В боях с басмачами был трижды ранен и один раз контужен, дважды за боевые отличия представлялся к награждению орденом Красного Знамени, однако награждён не был. Член компартии с 1920 года. 
С июня 1925 года служил в 9-й Крымской кавалерийской дивизии (Украинский военный округ): командир эскадрона 52-го кавалерийского полка, с января 1930 года — начальник полковой школы 52-го кавалерийского полка, с декабря 1931 — начальник штаба этого полка (полк дислоцировался в г. Гайсин).
В сентябре 1932 года окончил Ленинградские автобронетанковые курсы усовершенствования командного состава. С 1932 года служил в бронетанковых войсках, на должности начальника штаба 14-го танкового полка 14-й кавалерийской дивизии (Украинский ВО). С октября 1938 года состоял для особых поручений при Военном совете Киевского особого военного округа, с сентября 1940 года исполнял должность старшего помощника инспектора Автобронетанкового управления этого округа. С 3 ноября 1940 года — командир 32-й танковой дивизии 4-го механизированного корпуса (Киевский особый военный округ). Управление дивизии находилось во Львове, а полки вдоль границы от Перемышля до Равы-Русской. Отлично владея информацией об обстановке на границе и будучи уверен в нападении Германии, несмотря на запрет под предлогом обкатки новых танков и отработки слаженности танковых экипажей в ночь на 20 июня поднял дивизию по тревоге и вывел её из мест постоянной дислокации на дивизионные тактические учения. Когда на рассвете 22 июня немецкая авиация уничтожила военные городки дивизии, её боевые части почти не пострадали и организованно вступили в бой.
Участник Великой Отечественной войны с июня 1941 года. Во главе 32-й танковой дивизии сражался с войсками нацистской Германии на Юго-Западном и Южном фронтах. Участвовал в оборонительном приграничном сражении на Западной Украине, затем в Тираспольско-Мелитопольской наступательной операции. В начале августа 1941 года вступил в командование вышедшей из окружения 8-й танковой дивизией на Южном фронте.
В боях под Днепропетровском, длившихся с 19 по 25 августа 1941 года, 8-я танковая дивизия 4-го механизированного корпуса полковника Пушкина уничтожила 80 вражеских танков и много другой боевой техники и живой силы противника. Упорной обороной плацдарма танкисты обеспечили нашим войскам планомерный отход за Днепр и занятие обороны на левом берегу реки.
Указом Президиума Верховного Совета СССР от 9 ноября 1941 года полковнику Ефиму Григорьевичу Пушкину за образцовое выполнение боевых заданий командования на фронте борьбы с немецкими захватчиками и проявленные при этом отвагу и геройство присвоено звание Героя Советского Союза с вручением ордена Ленина и медали «Золотая Звезда».
В связи с ликвидацией танковых дивизий в РККА в конце сентября дивизия была преобразована в 130-ю танковую бригаду, Е. Г. Пушкин остался её командиром.
С марта 1942 года — заместитель командующего 18-й армией Южного фронта по танковым войскам.
12 апреля 1942 года был назначен командиром вновь формируемого 23-го танкового корпуса. Вскоре корпус был передан в 6-ю армию Юго-Западного фронта и принимал участие в боевых операциях войск Юго-Западного фронта. С июня 1942 года был заместителем командующего Юго-Западным фронтом по танковым войскам, с августа — заместитель командующего 4-й танковой армией на Сталинградском и Донском фронтах, с октября 1942 года — заместитель командующего 65-й армией по танковым войскам. Участвовал в Сталинградской битве.
В конце октября 1942 года вторично назначен командиром 23-го танкового корпуса, которым командовал до последнего дня жизни. Завершив переформирование корпуса в Приволжском военном округе, в декабре прибыл с ним на Юго-Западный фронт (с октября 1943 — 3-й Украинский фронт). Участвовал в Миллерово-Ворошиловградской (январь-февраль 1943), Изюм-Барвенковской (июль 1943), Донбасской (август-сентябрь 1943), Нижнеднепровской (сентябрь-декабрь 1943), Запорожской (октябрь 1943), Мелитопольской (октябрь 1943), Днепровско-Карпатской (декабрь 1943 — март 1944).
Его танки штурмом взяли старую часть города Кривой Рог. Соединение, ослабленное беспрерывными боями, вынуждено было остаться в городе для доукомплектования, в это время Ефим Григорьевич исполнял обязанности военного коменданта.
За годы войны Е. Г. Пушкин был более 10 раз персонально отмечен в приказах Верховного Главнокомандующего СССР И. В. Сталина, впервые — в январе 1942 года за освобождение Барвенково.
Погиб 11 марта 1944 года в самом начале Березнеговато-Снигирёвской наступательной операции в результате осколочного ранения во время налёта авиации противника на посёлок Баштанка под Николаевом, где располагался командный пункт танкового корпуса.
Изначально хотели похоронить в городе Кривой Рог, возле кинотеатра имени Ленина, на месте нынешней братской могилы советских воинов. Руководство города направляло делегацию на место гибели генерала, но жена Ефима Григорьевича настояла на захоронении в Днепропетровске. Его прах покоится на Октябрьском мемориальном кладбище города Днепропетровска.

### Семья
Жена — Клавдия Ивановна. Она до конца хранила в своей квартире-музее реликвии, свидетельствующие о жизни и подвиге Ефима Григорьевича. Умерла Клавдия Ивановна 16 января 1984 года на 83-м году жизни, похоронена на Сурско-Литовском кладбище. Сын передал личные вещи отца Днепропетровскому историческому музею.
Сын — Пушкин, Виктор Ефимович — профессор, член-корреспондент НАУ, заведующий кафедрой истории и политической теории, директор института гуманитарных проблем Национального горного университета.
Внучка — Пушкина, Елена Викторовна — кандидат исторических наук, доктор юридических наук, директор института права Днепропетровского университета экономики и права.

## Воинские звания
- майор (13.01.1936)
- полковник (4.11.1939)
- генерал-майор танковых войск (27.03.1942)
- генерал-лейтенант танковых войск (18.01.1943).

## Награды
- Герой Советского Союза (9 ноября 1941 года);
- орден Ленина (9.11.1941);
- орден Красного Знамени (1942);
- два ордена Суворова 2-й степени (28.01.1943, 26.10.1943[12]);
- орден Отечественной войны 1-й степени (19.03.1944);
- медаль «За оборону Сталинграда» (1943);
- юбилейная медаль «XX лет Рабоче-Крестьянской Красной Армии» (1938).

## Память
- В Днепре на главной улице города, неподалёку от места захоронения Е. Г. Пушкина, в 1967 году установлен памятник — танк Т-34-85 с надписью на постаменте (на украинском языке): «Генералу Пушкіну Юхиму Григоровичу». До этого там стоял памятник с танком Т-70[13]. Этот танк после демонтажа старого памятника передали Днепропетровскому историческому музею и сейчас он экспонируется на открытой площадке возле диорамы «Битва за Днепр»[14]. Новый памятник уничтожен городскими властями 4 января 2023 года в порядке «декоммунизации».[15]
- Памятный знак в Баштанке (Украина)[16].
- Именем героя в Днепре названы одна из улиц и 81-я средняя школа.
- В октябре 1980 года возле Крутецкого Дома культуры был открыт памятник Е. Г. Пушкину. В мае 2003 года памятник был перенесён к зданию Крутецкой неполной средней школы.
- Его именем назван прогулочный теплоход, работающий на ЮБК, порт приписки Севастополь. На судне имеется фотография героя.
- Мемориальная доска в память о Пушкине установлена Российским военно-историческим обществом на здании Ерышовской средней школы, где он учился.

## Галерея

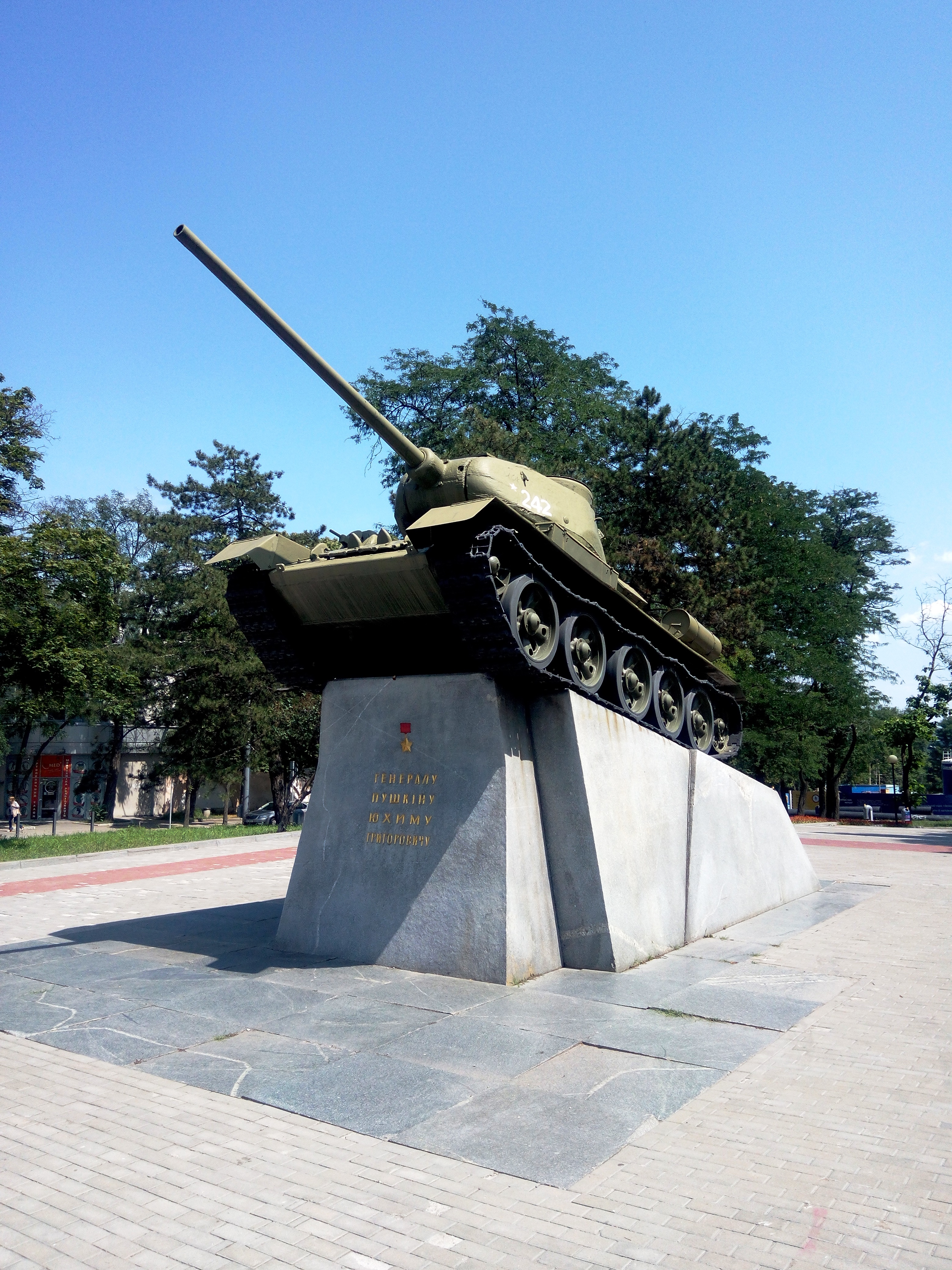
Памятник Е. Г. Пушкину в Днепре (до 2023 года)
Памятник Е. Г. Пушкину в Днепропетровске (до 1967 года)
Бюст Е. Г. Пушкина в селе Крутец Ртищевского района
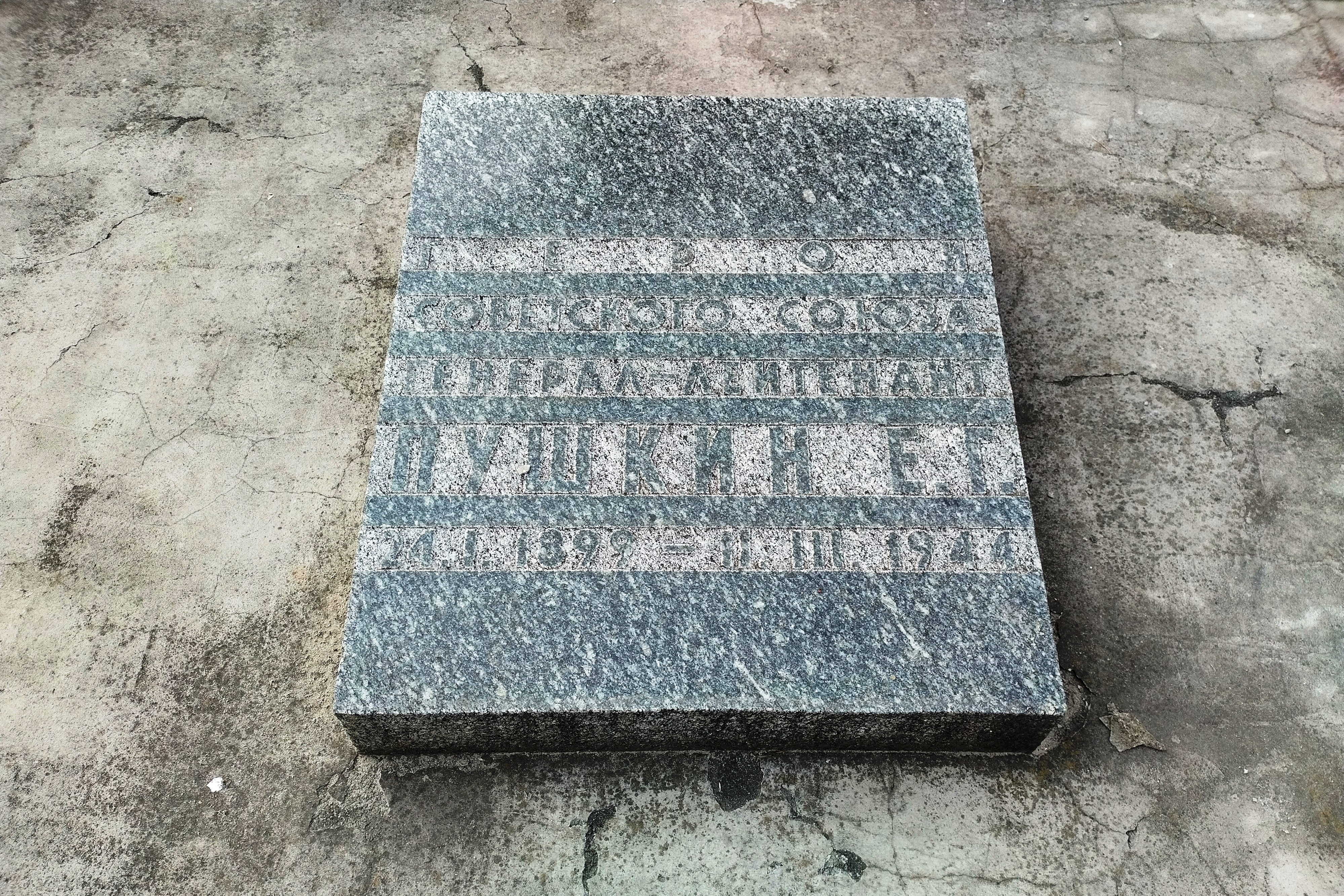
Могила Е. Г. Пушкина в парке Соборной площади в Днепре